# 11.º Buró Político del Partido Comunista de Vietnam
El 11.º Buró Político del Comité Central del Partido Comunista de Vietnam fue elegido por el 11.º Comité Central el 19 de enero de 2011 luego del 11.º Congreso Nacional. Fueron elegidos 14 miembros, con Trương Tấn Sang, Presidente de Vietnam, como el miembro de mayor rango. De los 14 miembros, cinco de ellos son nuevos en el Buró Político (Trần Đại Quang, Tòng Thị Phóng, Ngô Văn Dụ, Đinh Thế Huynh y Nguyễn Xuân Phúc). Nguyễn Phú Trọng, octavo en rango, fue elegido Secretario General del Comité Central – como Secretario General preside el trabajo del Comité Central, el Secretariado y el Buró Político.

## Miembros
| Rango | Nombre (Nac–Fall)                    | Desde                   | Duración | Posición partidaria | Posición en el gobierno                                                                   |
| ----- | ------------------------------------ | ----------------------- | -------- | --- | ----------------------------------------------------------------------------------------- |
| 1     | Trương Tấn Sang (nacido en 1949)     | 6 de mayo de 1996       | 29 años  | - | - Presidente de Vietnam - Presidente del Consejo de Defensa y Seguridad Nacional          |
| 2     | Phùng Quang Thanh (nacido en1949)    | 25 de abril de 2006     | 20 años  | - Vicesecretario de la Comisión Militar Central | - Ministro de Defensa                                                                     |
| 3     | Nguyễn Tấn Dũng (nacido en1949)      | 6 de mayo de 1996       | 29 años  | - Secretario del Comité de Liderazgo de Gobierno del Partido | - Primer ministro de Vietnam - Vicepresidente del Consejo de Defensa y Seguridad Nacional |
| 4     | Nguyễn Sinh Hùng (nacido en 1946)    | 25 de abril de 2006     | 19 años  | - Secretario de la Asamblea Nacional del Partido | - Presidente de la Asamblea Nacional                                                      |
| 5     | Lê Hồng Anh (nacido en 1949)         | 22 de abril de 2001     | 24 años  | - Secretario Ejecutivo del Secretariado del Comité Central - Vicepresidente del Comité Permanente sobre Corrupción, Prevención y Eradicación                                      | -                                                                                         |
| 6     | Lê Thanh Hải (nacido en 1950)        | 25 de abril de 2006     | 19 años  | - Secretario de Comité Partidario de Ciudad Ho Chi Minh | -                                                                                         |
| 7     | Tô Huy Rứa (nacido en 1947)          | 1 de enero de 2009      | 16 años  | - Jefe de la Comisión de Organización - Miembro del Secretariado del Comité Central                                                                                               | —                                                                                         |
| 8     | Nguyễn Phú Trọng (nacido en 1944)    | 27 de diciembre de 1997 | 27 años  | - Secretario General del Comité Central - Secretario de la Comisión Militar Central - Presidente del Comité Permanente sobre Corrupción, Prevención y Eradicación                 | —                                                                                         |
| 9     | Phạm Quang Nghị (nacido en 1949)     | 25 de abril de 2006     | 19 años  | - Secretario del Comité del Partido en Hanói | —                                                                                         |
| 10    | Trần Đại Quang (nacido en 1956)      | 19 de enero de 2011     | 14 años  | - Secretario del Comité Central de Seguridad Pública | - Ministro de Seguridad Pública                                                           |
| 11    | Tòng Thị Phóng (nacido en 1954)      | 19 de enero de 2011     | 14 años  | - Vicesecretario del Cónclave del Partido en la Asamblea Nacional | - Vicepresidente de la Asamblea Nacional                                                  |
| 12    | Ngô Văn Dụ (nacido en 1947)          | 19 de enero de 2011     | 14 años  | - Presidente de la Comisión Central de Inspección - Miembro del Secretariado del Comité Central - Vicepresidente del Comité Permanente sobre Corrupción, Prevención y Eradicación | -                                                                                         |
| 13    | Đinh Thế Huynh (nacido en 1953)      | 19 de enero de 2011     | 14 años  | - Jefe de la Comisión de Educación y Propaganda - Presidente del Consejo Central sobre Pensamiento Político - Miembro del Secretariado del Comité Central                         | -                                                                                         |
| 14    | Nguyễn Xuân Phúc (nacido en 1954)    | 19 de enero de 2011     | 14 años  | - Vicesecretario del Comité de Liderazgo de Gobierno del Partido | - Vice primer ministro                                                                    |
| 15    | Nguyễn Thiện Nhân (nacido en 1953)   | 11 de mayo de 2013      | 12 años  | - | - Presidente del Comité Central del Frente de la Patria Vietnamita                        |
| 16    | Nguyễn Thị Kim Ngân (nacido en 1954) | 11 de mayo de 2013      | 12 años  | - Miembro del Secretariado del Comité Central | - Vicepresidente de la Asamblea Nacional                                                  |